# Semiothisa notata
Semiothisa notata är en fjärilsart som beskrevs av Carl von Linné 1758. Semiothisa notata ingår i släktet Semiothisa och familjen mätare. Inga underarter finns listade i Catalogue of Life.

## Bildgalleri

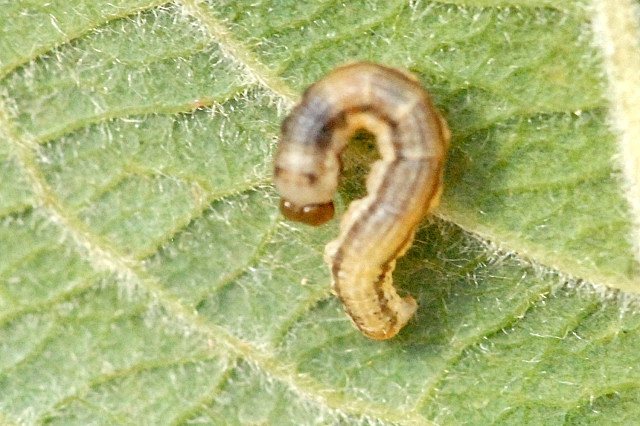